# Carphina elliptica
Carphina elliptica är en skalbaggsart som först beskrevs av Ernst Friedrich Germar 1824.  Carphina elliptica ingår i släktet Carphina och familjen långhorningar. Inga underarter finns listade.